# Zinalgletscher
Der Zinalgletscher (französisch: Glacier de Zinal) ist ein Talgletscher im südlichen Talabschluss des Val d’Anniviers in den Walliser Alpen. Er liegt auf dem Gebiet der Schweizer Gemeinde Anniviers. Die Fläche des Gletschers mit ausgeprägter Zunge betrug im Jahr 2016 etwa 13,5 km². Im Jahr 2013 war er knapp sieben Kilometer lang, seit 1973 hat er sich damit etwas mehr als einen halben Kilometer zurückgezogen. Der nordexponierte Gletscher reicht von 4160 m auf gut 2000 m ü. M. hinunter, seine durchschnittliche Neigung wird mit 23,3° angegeben.

## Lage
Der Zinalgletscher entsteht aus mehreren Quellgletschern. Der östliche Quellgletscher ist der Mountetgletscher (Glacier du Mountet), der seinen Ursprung auf etwa 3800 m an der Westflanke des Zinalrothorns hat. (46° 3′ 43″ N, 7° 40′ 32″ O)
Vom Ober Gabelhorn mit seiner Eiswand stösst der Obergabelhorngletscher (Glacier de l’Obergabelhorn) herab. (46° 2′ 37″ N, 7° 40′ 13″ O)
Unterhalb von Grand Mountet vereinigen sich diese beiden Firnströme mit dem von Süden kommenden Durandgletscher (Glacier Durand). (46° 2′ 25″ N, 7° 38′ 48″ O)
Mountet-, Obergabelhorn- und Durandgletscher sind zur Weisshorngruppe zu zählen. Der Durandgletscher ist durch den Roc Noir (3124 m ü. M.) vom Grand-Cornier-Gletscher (Glacier du Grand Cornier 46° 2′ 47″ N, 7° 37′ 24″ O) getrennt, der seinen Ausgangspunkt zwischen dem Grand Cornier im Norden und der Dent Blanche im Süden hat. Weiteren Eiszufluss erhält der Zinalgletscher durch die steilen Hangfirne an der Nordostflanke des Grand Cornier (Bouquetinsgletscher).
Unterhalb der Vereinigung der drei bedeutendsten Quellgletscher (Obergabel-, Durand- und Grand-Cornier-Gletscher) fliesst der Zinalgletscher noch rund 3 km nach Norden durch ein tiefes Tal zwischen dem Grand Cornier im Westen und dem Besso (3668 m ü. M.) im Osten. Hier ist die Eisoberfläche grösstenteils vom Geröll und Staub der Mittel- und Seitenmoränen sowie von herabfallendem Gesteinsschutt bedeckt. Die Gletscherzunge, deren Stirn im Jahr 2005 auf 2040 m lag, entwässert in die Navisence, einen linken Nebenfluss der Rhone.

## Entwicklung

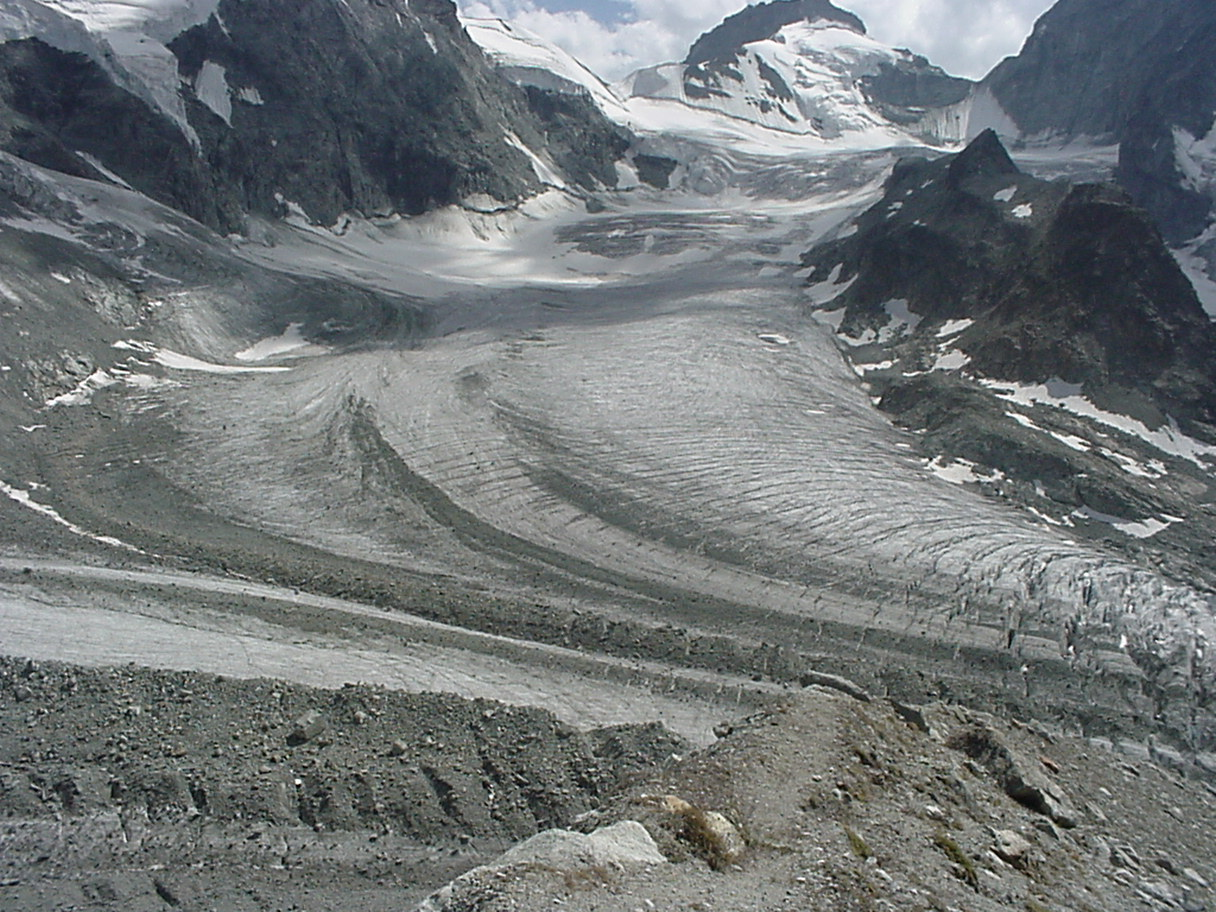
Zinalgletscher von Cabane Mountet

Seit dem Hochstadium der Kleinen Eiszeit in der Mitte des 19. Jahrhunderts hat sich der Zinalgletscher stark zurückgezogen. Seit 1891 ist seine Zunge um mehr als 1,6 km zurückgeschmolzen. In früherer Zeit führte entlang des Zinalgletschers und über den Col Durand (3443 m ü. M.) ein rege begangener Saumweg, auf dem Waren- und Viehtransporte zwischen dem Mittelwallis und Oberitalien abgewickelt wurden. Heute ist der Übergang über den vergletscherten Col Durand vom Zinal- ins Mattertal nur von entsprechend ausgerüsteten Alpinisten zu bewältigen.
Im August 1834 kam es nach starken Niederschlägen zu einem Ausbruch von grossen Wassermengen aus dem Gletscher. Im Eiskörper hatten sich beträchtliche Wassertaschen gebildet, die die Seitenmoränen durchbrachen, talauswärts grosse Schäden anrichteten und vorübergehend einen See zwischen Chippis, Chalais und Grône entstehen liessen.
| Jahr         | 1850 | 1973 | 1999/2000 | 2013         |
| Fläche (km²) | 17,9 | 15,4 | 14,2      | 13,46 (2016) |
| Länge (km)   | 9,1  | 7,5  | 7,1       | 6,9          |

## SAC-Hütten
Im unmittelbaren Umfeld des Zinalgletschers stehen die Hütten von Petit und Grand Mountet. Die Cabane du Petit Mountet (2142 m ü. M.) liegt auf der orografisch linken Seitenmoräne des Gletschers. Sie befindet sich in privater Trägerschaft. Fünf Gehstunden weiter oben liegt die Cabane du Grand Mountet (2886 m ü. M.), eine aussichtsreich an den Südhängen des Besso gelegene Hütte des Schweizer Alpen-Clubs SAC. Sie ist Ausgangspunkt für zahlreiche Bergbesteigungen und ausgedehnte Gletschertouren in der Umgebung.

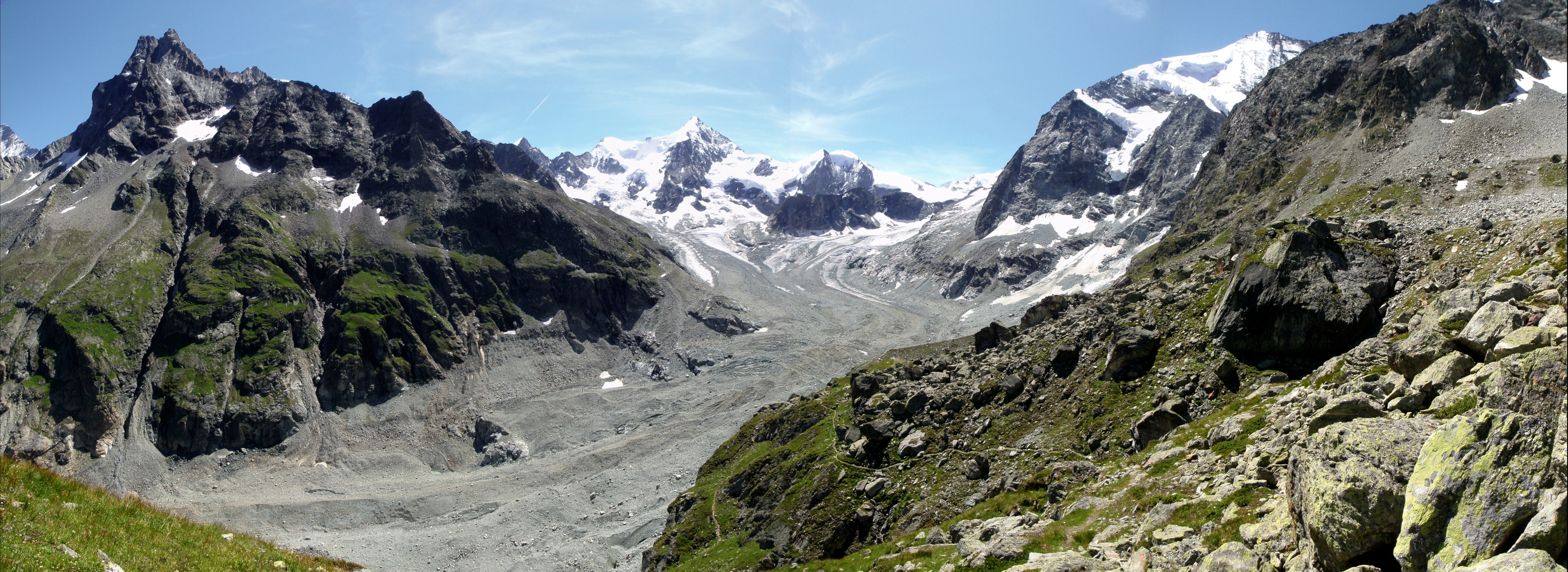
Panoramaaufnahme vom Glacier de Zinal mit Besso, Trifthorn, Wellenkuppe, Ober Gabelhorn, Mont Durand (Arbenhorn) und Grand Cornier. Der Sattel rechts der Bildmitte ist der Col Durand.